# Opel Crossland
L'Opel Crossland X, puis Crossland à partir de 2021, est un crossover citadin produit par le constructeur automobile allemand Opel à partir de juin 2017 pour remplacer la Meriva. Il s'agit du premier modèle issu de la coopération entre GM-Opel et PSA avant le rachat de la marque allemande par le groupe français.
Il est remplacé au second semestre 2024 par l'Opel Frontera.

## Présentation
Le développement de l'Opel Crossland X est le fruit d'une collaboration entre General Motors et PSA pour remplacer leurs minispaces, l'Opel Meriva II et le Citroën C3 Picasso. Face au succès croissant des SUV, le projet connait un changement d'orientation en cours de route afin que la physionomie des véhicules se rapproche le plus possible de celle de SUV. L'allure et la praticité de l'Opel Crossland X et du Citroën C3 Aircross en font des crossovers positionnés à mi-chemin entre les minispaces et les SUV citadins.
L'Opel Crossland X est présenté officiellement à l'occasion du salon international de l'automobile de Genève 2017.

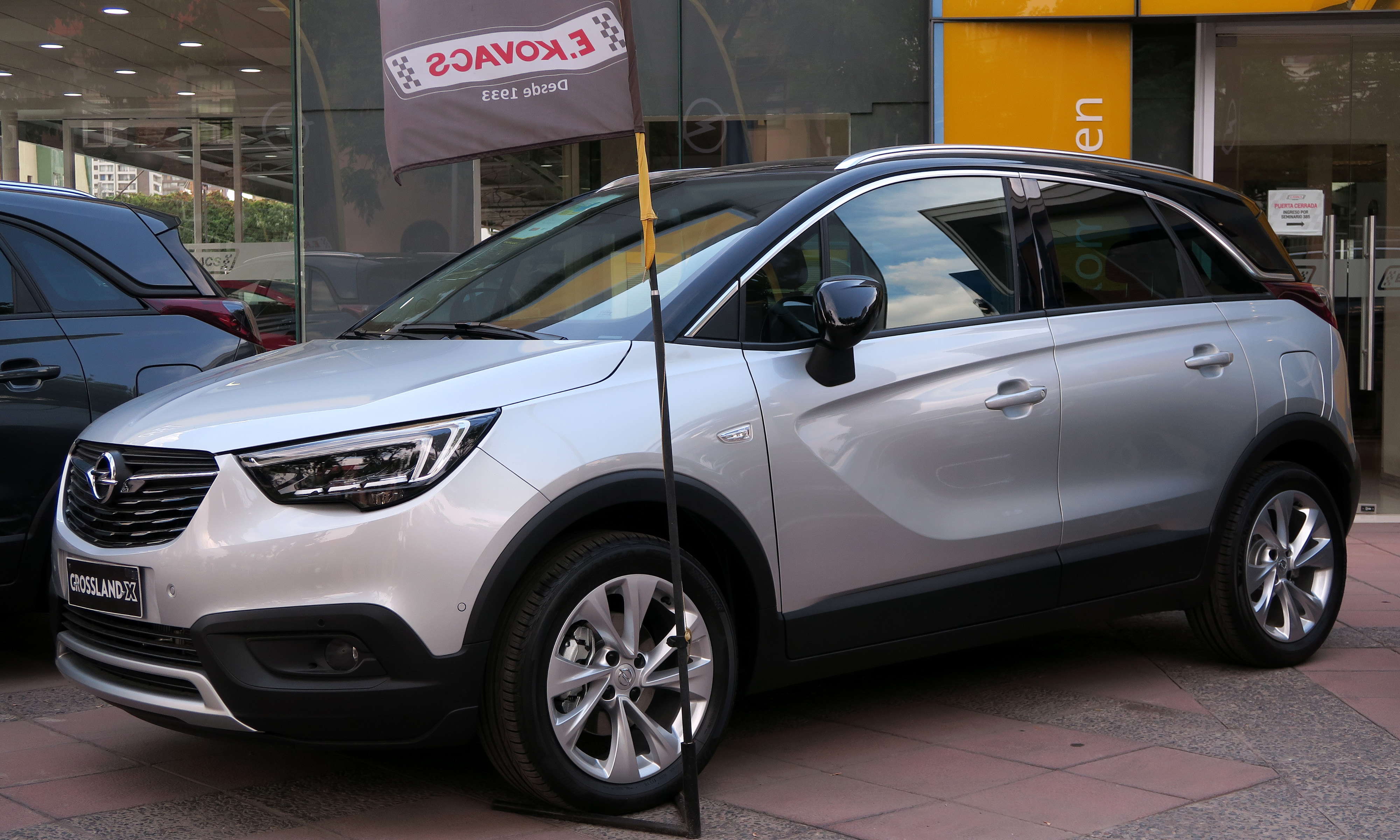
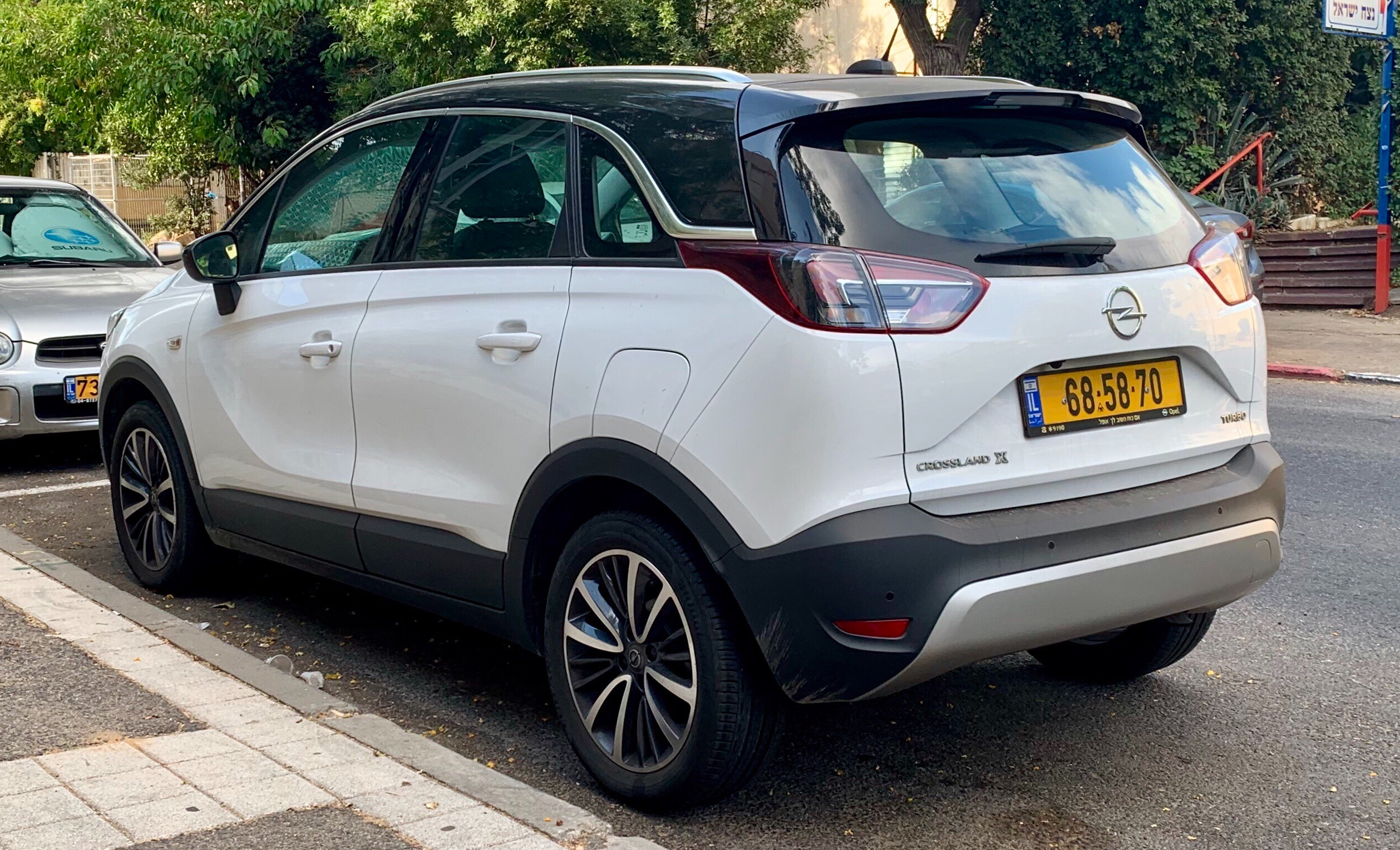
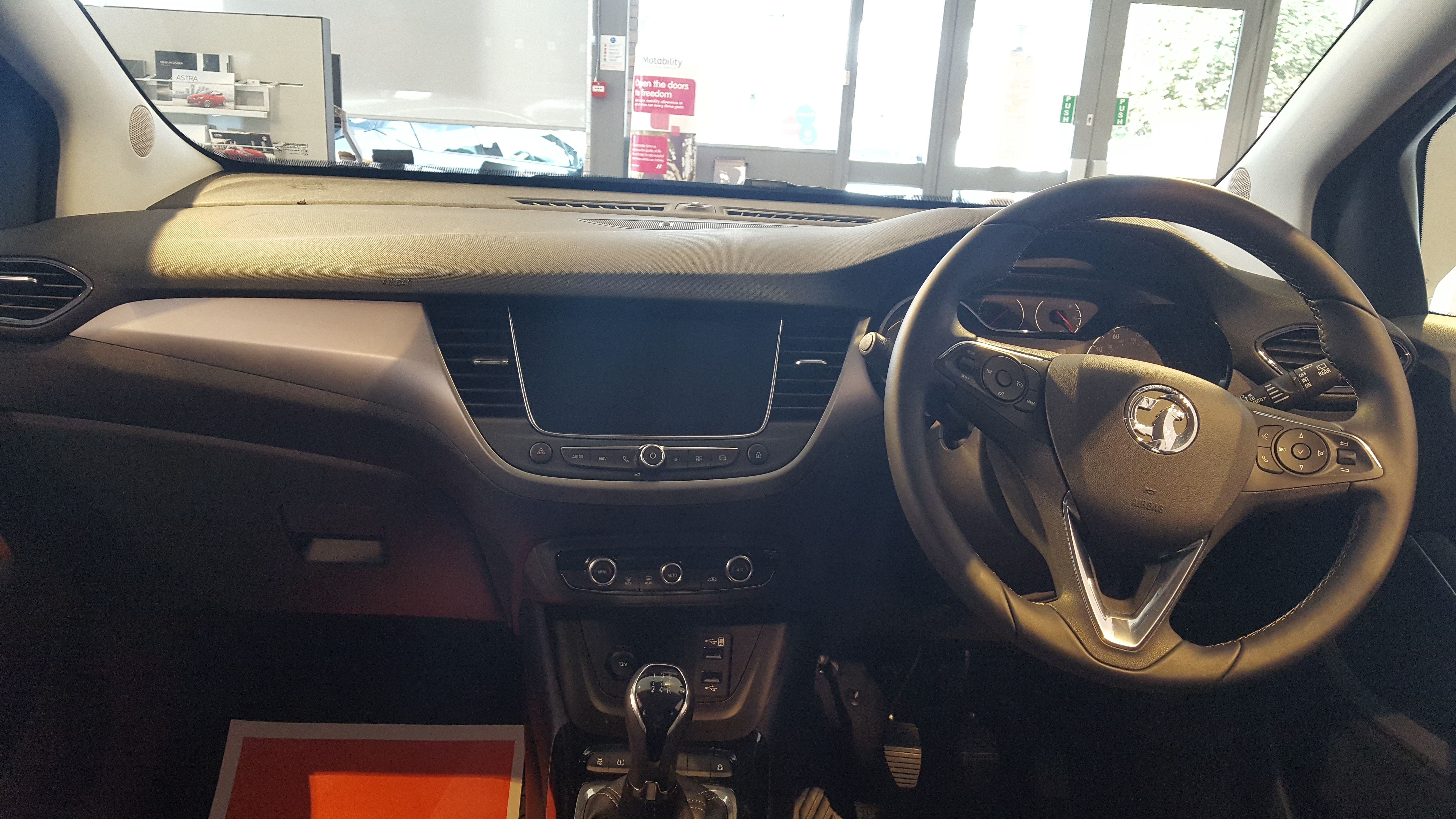

### Phase 2
À l'occasion de la présentation de son restylage en octobre 2020, le crossover perd son « X » pour devenir l'Opel Crossland à partir de janvier 2021. Il adopte la nouvelle calandre « Vizor » d’Opel et reçoit un bandeau laqué noir entre les feux arrière.

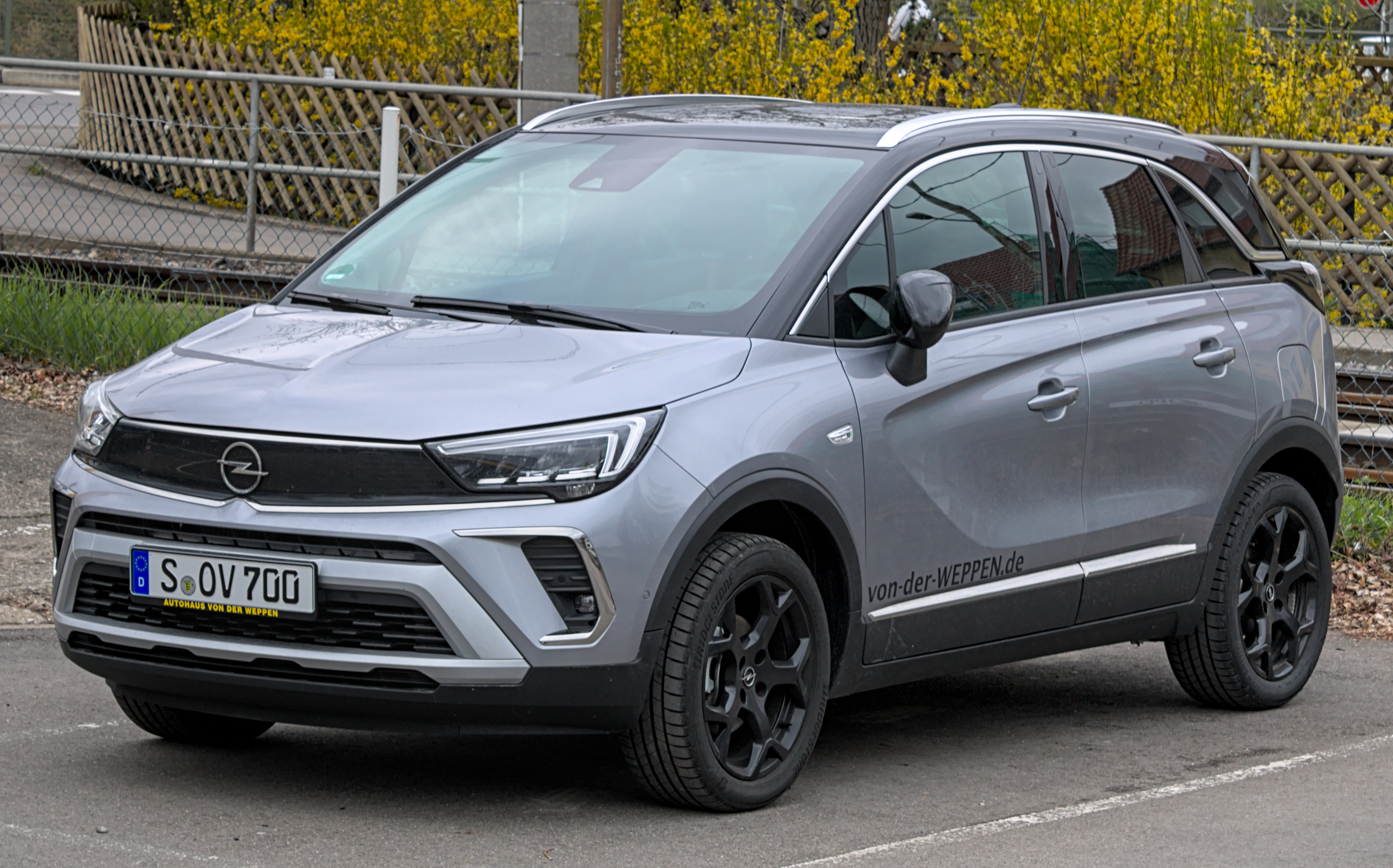
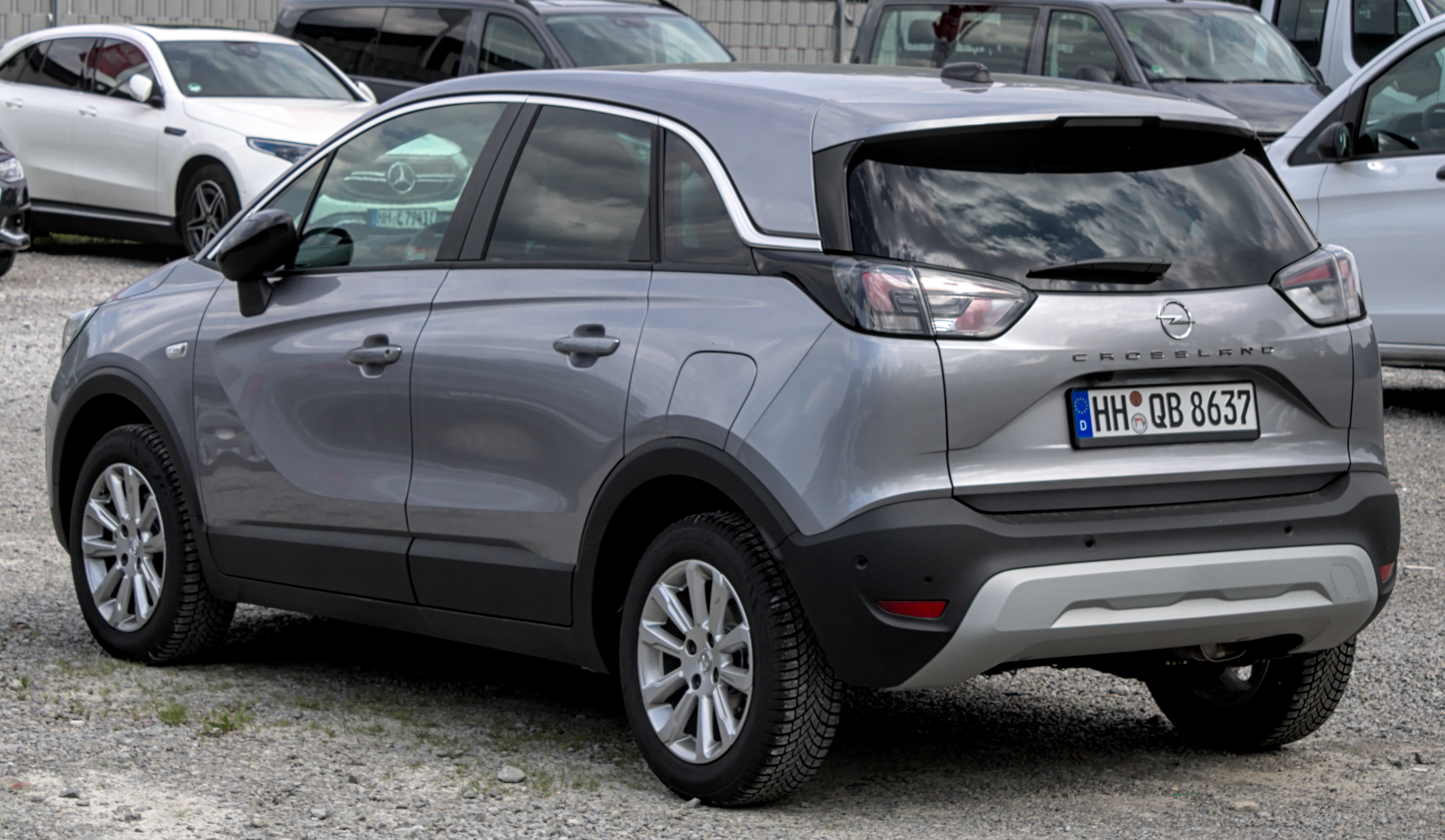

## Caractéristiques techniques
Il est développé sur la même base que les Citroën C3 Aircross et Peugeot 2008 I. Il offre la possibilité de faire coulisser la banquette arrière sur 150 mm.

### Motorisations
Essence
|                               | 1.2 81                         | 1.2 Turbo 110                  | 1.2 Turbo 110                  | 1.2 Turbo 130                  |
| Moteur                        | 3 cylindres en ligne (type EB) | 3 cylindres en ligne (type EB) | 3 cylindres en ligne (type EB) | 3 cylindres en ligne (type EB) |
| Admission                     | Atmosphérique                  | Turbocompressé                 | Turbocompressé                 | Turbocompressé                 |
| Cylindrée (cm3)               | 1 199                          | 1 199                          | 1 199                          | 1 199                          |
| Puissance administrative (CV) | 4                              | 6                              | 6                              | 7                              |
| Puissance maximale ch (kW)    | 81 (60)                        | 110 (81)                       | 110 (81)                       | 130 (96)                       |
| au régime de (tr/min)         | 5 750                          | 5 500                          | 5 500                          | 5 500                          |
| Couple maximal (N m)          | 118                            | 205                            | 205                            | 230                            |
| au régime de (tr/min)         | 2 750                          | 1 500                          | 1 500                          | 1 750                          |
| Boîte de vitesses             | Manuelle 5 rapports (BVM5)     | Manuelle 5 rapports (BVM5)     | Automatique 6 rapports (BVA6)  | Manuelle 6 rapports (BVM6)     |
| Transmission                  | Traction                       | Traction                       | Traction                       | Traction                       |
| Vitesse maximale (en km/h)    | 170                            | 187                            | 187                            | 201                            |
| 0-100 km/h (en s)             | 14,5                           | 10,9                           | 11,8                           | 9,9                            |
| Consommation (en L/100 km)    | 6,2/4,4/5,1                    | 5,4/4,3/4,7                    | 6,5/5,0/5,6                    | 6,2/4,6/5,1                    |
| Émissions de CO2 (en g/km)    | 117                            | 107                            | 127                            | 117                            |
| Masse à vide (kg)             | 1 174                          | 1 245                          | 1 289                          | 1 274                          |
| Capacité du réservoir (L)     | 45                             | 45                             | 45                             | 45                             |
| Norme environnementale        | Euro 6d                        | Euro 6d                        | Euro 6d                        | Euro 6d                        |

Diesel
En octobre 2018, une version 1.5 Turbo D 120 ch à boîte automatique 6 rapports fait son apparition.
|                               | 1,6 L Turbo D 99ch Ecotec  | 1,6 L Turbo D 120ch        | 1,5 L Turbo D 120ch            |          |
| Moteur                        | 4 cylindres en ligne       | 4 cylindres en ligne       | 4 cylindres en ligne           |          |
| Admission                     | Turbocompressé             | Turbocompressé             | Turbocompressé                 |          |
| Cylindrée (cm3)               | 1 560                      | 1 560                      |                                |          |
| Puissance administrative (CV) | 5                          | 6                          |                                |          |
| Puissance maximale ch (kW)    | 99 (73)                    | 120 (85)                   | 120 (85)                       |          |
| au régime de (tr/min)         | 3 750                      | 3 750                      |                                |          |
| Couple maximal (N m)          | 254                        | 300                        | 300                            |          |
| au régime de (tr/min)         | 1 750                      | 1 750                      |                                |          |
| Boîte de vitesses             | Manuelle 5 rapports (BVM5) | Manuelle 6 rapports (BVM6) | Automatiques 6 rapports (BVA6) |          |
| Transmission                  | Traction                   | Traction                   | Traction                       | Traction |
| Vitesse maximale (en km/h)    | 180                        | 187                        |                                |          |
| 0-100 km/h (en s)             | 12,0                       | 9,9                        |                                |          |
| Consommation (en L/100 km)    | 4,1/3,3/3,6                | 4,7/3,6/4,0                | 4,0                            |          |
| Émissions de CO2 (en g/km)    | 93                         | 105                        |                                |          |
| Masse à vide (kg)             | 1 289                      | 1 319                      |                                |          |
| Capacité du réservoir (L)     | 45                         | 45                         | 45                             |          |
| Norme environnementale        | Euro 6                     | Euro 6                     | Euro 6d-Temp                   |          |

## Finitions

### Phase 1
- Edition
- Innovation
- Business
- Design
- Ultimate

### Phase 2
- Edition
- Elégance
- Elégance Business
- GS Line
- Ultimate

### Série spéciale

#### Phase 1
- Opel 2020 (début 2020) : version suréquipée basée sur la finition Edition, disponible avec les moteurs 1.2 Turbo 110, 1.2 Turbo 130, 1.5 Turbo D 102 et 1.5 Turbo D 120